# Michael Cassidy
Michael Cassidy (Portland, Oregon, 20 maart 1983) is een Amerikaans acteur.
Cassidy brak door toen hij in het seizoen 2004-2005 van The O.C. te zien was als het vriendje van Summer Roberts en de rivaal van Seth Cohen. Na in verscheidene films te hebben gespeeld, waaronder Zoom (2006), belandde Cassidy in 2007 in de tienerserie Hidden Palms, waarin hij Cliff Wiatt speelde.
Hij speelde ook mee in het zevende seizoen van de Amerikaanse televisieserie Smallville.